# Ferdinando Adornato
Ferdinando Adornato (Polistena, 1954. május 11. –)  olasz politikus, újságíró.

## Heller Ágnes Adornatóról
„Első római tartózkodásom alatt egy Ferdinando Adornato nevű fiatalember interjúkötetet készített velem Cambiare vita, azaz Megváltoztatni az életet címmel. Adornato akkoriban fiatal kommunistaként a Città futura című ifjúsági lapot szerkesztette és ortodox kommunista álláspontot képviselt... Adornato később furcsa - bizonyos szempontból tipikus - karriert futott be. A Città futura szerkesztőségéből átment az Unità hoz. Új munkahelyén is kért cikkeket tőlem... Adornato hamarosan otthagyta a kommunista pártot és a Panorama milánói magazin munkatársává lépett elő azután az Espressóban folytatta a pályafutását...”